# Y Not
Y Not (в переводе с англ. — «Почему бы и нет?») — шестнадцатый студийный альбом британского музыканта Ринго Старра, выпущенный 12 января 2010 года на лейбле Universal. Первый сингл «Walk with You», изданный 22 декабря 2009 года, включал вокал Пола Маккартни. Также на альбоме есть дуэты с Джо Уолшем, Джосс Стоун, Ван Дайк Парксом, Беном Харпером и Ричардом Марксом. Y Not был первым альбомом, который спродюсировал главным образом сам музыкант (до этого он был сопродюсером нескольких пластинок).
За первую неделю в США было продано 7 965 экземпляров, и диск дебютировал на 58-м месте в чарте Billboard 200, что стало для Старра лучшим результатом в американских чартах с 1976 года. К февралю 2010 года альбом был продан в количестве 30 000 экземпляров во всём мире.
Альбом получил смешанные отзывы критиков и имеет рейтинг 60 баллов из 100 на сайте Metacritic.

## Список композиций
| №                   | Название                                                                              | Автор(ы)                         | Длительность |
| ------------------- | ------------------------------------------------------------------------------------- | -------------------------------- | ------------ |
| 1.                  | «Fill in the Blanks» (при участии Джо Уолша)                                          | Ричард Старки, Джо Уолш          | 3:14         |
| 2.                  | «Peace Dream» (при участии Пола Маккартни на бас-гитаре)                              | Старки, Гари Райт, Гари Николсон | 3:34         |
| 3.                  | «The Other Side of Liverpool»                                                         | Старки, Дэйв Стюарт              | 3:23         |
| 4.                  | «Walk with You» (дуэт с Маккартни)                                                    | Старки, Ван Дайк Паркс           | 4:42         |
| 5.                  | «Time»                                                                                | Старки, Стюарт                   | 3:49         |
| 6.                  | «Everyone Wins» (перезаписанная песня, первоначально изданная в 1992 году как бисайд) | Старки, Джонни Уорман            | 3:54         |
| 7.                  | «Mystery of the Night»                                                                | Старки, Ричард Маркс             | 4:05         |
| 8.                  | «Can’t Do It Wrong»                                                                   | Старки, Гари Берр                | 3:45         |
| 9.                  | «Y Not»                                                                               | Старки, Глен Баллард             | 3:49         |
| 10.                 | «Who’s Your Daddy» (при участии Джосс Стоун)                                          | Старки, Джосс Стоун              | 2:29         |
| Общая длительность: | Общая длительность:                                                                   | Общая длительность:              | 36:49        |

## Участники записи
- Ринго Старр — вокал, ударные, клавишные, фортепиано, бэк-вокал, перкуссия
- Стив Дудас — гитара
- Бенмонт Тенч — орган, фортепиано
- Майкл Бредфорд — бас-гитара
- Брюс Шугар — звукорежиссёр, сопродюсер, клавишные
- Кит Эллисон — гитара, бэк-вокал

Приглашённые музыканты
- Дон Уэс — бас-гитара («Who’s Your Daddy»), Upright bass («Can’t Do it Wrong»)
- Джо Уолш — гитара («Fill in the Blanks», «Peace Dream» и «Everyone Wins»), бас-гитара, бэк-вокал («Fill in the Blanks»)
- Дэйв Стюарт — гитара («The Other Side of Liverpool» и «Time»)
- Пол Маккартни — бас-гитара («Peace Dream»), вокал («Walk With You»)
- Билли Сквайер — гитара («The Other Side of Liverpool», «Can’t Do it Wrong»)
- Эдгар Уинтер — Horns («Can’t Do it Wrong»), саксофон («Who’s Your Daddy»), бэк-вокал («Peace Dream», «Everyone Wins»)
- Джосс Стоун — вокал («Who’s Your Daddy»)
- Бен Харпер — бэк-вокал («Peace Dream»)
- Ричард Маркс — бэк-вокал («Mystery of the Night»)
- Анн-Мари Калхун — скрипка («The Other Side of Liverpool», «Walk With You» и «Time»)
- Тина Сугандх — табла, chant («Peace Dream», «Y Not»)
- Синди Гомес — бэк-вокал («The Other Side of Liverpool» и «Time»)

## История издания
| Страна      | Дата            | Лейбл            | Формат | Номер по каталогу                  |
| ----------- | --------------- | ---------------- | ------ | ---------------------------------- |
| США         | 12 января 2010  | Hip-O, Universal | CD     | B0013792-02 (6 02527 27380 8)      |
| Южная Корея | 18 февраля 2010 | Hip-O, Universal | CD     | DC6420/272 738-0 (8 808678 243253) |